# Sneged
Snegeden (Oreamnos americanus) er et skedehornet pattedyr, der lever i alpine og subalpine egne af det vestlige Canada og det nordlige og vestlige USA. Her fouragerer den især sen aften og tidlig morgen, og undertiden natten med, på græs, mos, lav og kviste på tørre klippeskråninger. Snegeden er den eneste nulevende art i slægten Oreamnos.

## Beskrivelse
Både han og hun af snegeden har skæg, korte haler og lange sorte horn, 15-28 cm i længden, med ringe, der viser hvert års vækst. Den fine tætte uld i underpelsen er dækket af et ydre lag af lange, hule dækhår. Snegeden fælder om foråret og gnider sig da op ad klipper og træer, først de voksne hanner og senere de drægtige hunner. Pelsen hjælper dem til at kunne modstå vintertemperaturer ned til −46 °C og vindstyrker på op til 40 m/s (orkan).
Hannen har en skulderhøjde på omkring 100 cm og vejer mellem 45 og 140 kg, men oftest under 82 kg, hvilket er op til 30 procent mere end hunnen. Hanner har desuden længere horn og længere skæg end hunner. Længden af krop og hoved er 120-179 cm og dertil kommer halen på 10-20 cm. De store klove har hårde kanter og bløde trædepuder, så snegeden bedre kan stå fast på de stejle bjergsider.

## Levested
Snegeden er det største pattedyr, der lever i de store højder, der kan overstige 4.000 moh. Det meste af året opholder den sig over trægrænsen, men vandrer åfhængigt af årstiden til højere eller lavere højder. Vandringer om vinteren for at kunne slikke salt bringer ofte snegeden flere kilometer gennem skovbevoksede og lavtliggende områder.

## Naturlige fjender
Rovdyr som puma, ulv, jærv, los og bjørn angriber snegeder i alle aldre. Især pumaen er tilpas stærk og adræt til at kunne tage selv de største voksne snegeder. Selv om deres størrelse normalt beskytter snegeder mod rovdyr på højtliggende steder, så må hunner forsvare deres kid mod kongeørne, der kan være en alvorlig trussel.